# Leval (Norte)
Leval é uma comuna francesa na região administrativa de Altos da França, no departamento do Norte. Estende-se por uma área de 5.89 km². Em 2010 a comuna tinha 2 455 habitantes (densidade: 416,8 hab./km²).